# Argyropelecus olfersii

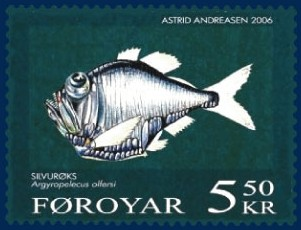
Segell de les illes Fèroe

Argyropelecus olfersii és una espècie de peix que pertany a la família dels esternoptíquids.

## Descripció
- Fa 9 cm de llargària màxima.[3][4]

## Alimentació
Menja crustacis i peixets.

## Depredadors
És depredat per la tonyina d'ulls grossos (Thunnus obesus).

## Hàbitat
És un peix marí, oceanòdrom i batipelàgic que viu entre 100 i 800 m de fondària.

## Distribució geogràfica
Es troba a l'Atlàntic oriental (des del sud d'Islàndia fins a les illes Canàries i el cap de Bona Esperança -Sud-àfrica-) i el Pacífic sud (entre 30°S i 50°S).

## Costums
És mesopelàgic: els adults i els joves es troben entre 200 i 800 m de fondària durant el dia i entre 100 i 600 a la nit. Les larves premetamòrfiques entre 100 i 300.

## Observacions
És inofensiu per als humans.